# 유대교의 융자 및 이자
유대교의 융자 및 이자는 길고 복잡한 역사를 가지고 있다. 히브리어 성경의 에제키엘서는 이자를 부과하는 것을 최악의 죄로 분류하고, 그것을 가증한 것으로 규탄하며, 고리대금업자를 차용인의 피를 흘린 사람으로 은유적으로 묘사한다. (에제키엘서 18:13 및 18:17 참조.) 탈무드는 이자를 부과하는 것에 대한 에제키엘의 비난에 대해 자세히 설명한다.
토라와 탈무드는 이자 없이 돈을 빌려주는 것을 장려한다. 그러나 무이자 융자를 규정하는 할라카(유대교 법)는 다른 유대인에게 제공되는 융자에 적용되지만, 전적으로 그렇지는 않다. 그러나 랍비 아이작 아바르바넬은 비유대인으로부터 이자를 받는 것이 기독교인이나 무슬림에게는 적용되지 않는다고 선언했는데, 이는 그들의 신앙 체계가 또한 아브라함적이며 따라서 공통된 윤리적 기반을 공유하기 때문이다.
성서 히브리어에서 이자를 나타내는 용어는 문자적으로 '물다'를 의미하는 네셰크(히브리어: נשך)와 대출자의 이익을 의미하는 마르비트 또는 타르비트(מרבית‎/תרבית)이다. 네셰크는 차용인에게 주어진 융자된 돈에서 미리 공제된 이자를 의미한다. 마르비트와 타르비트라는 단어는 차용인이 상환해야 하는 금액에 추가되는 이자를 의미한다. 미슈나와 탈무드(기원전 200년경)에서 마르비트와 타르비트라는 단어는 종종 리비트(ריבית)라는 단어로 대체된다. 후자의 단어는 쿠란에서 사용되는 아랍어 단어 리바와 동족어이다.

## 타나크에서
토라는 출애굽기 22:24–26, 레위기 25:36–37, 신명기 23:20–21에서 이자를 부과하는 것에 대한 규정을 표현한다. 레위기에서는 돈이든 음식이든 융자 자체를 장려하며, 이는 가난한 사람들이 독립을 되찾을 수 있도록 한다고 강조한다. 성경의 다른 두 곳과 마찬가지로 융자에 이자를 부과하는 것은 금지되어 있다.
분명히 담보대출의 개념이 존재했으며, 출애굽기는 특별히 특정 의복을 담보로 사용하는 것을 명시적으로 금지한다. 문제의 의복은 가난한 사람들이 잠을 자는 데 사용했던 큰 천 조각이었으며, 따라서 추운 밤에 생존하기 위해 필요했다. 만약 그것이 담보로 제공되었다면, 이는 채무자의 생명 자체를 위태롭게 했을 것이다. 신명기의 구절은 채무자의 생명 안전에 대한 유사한 우려를 표현하지만, 융자의 담보가 되는 특정 의복을 금지하는 대신, 맷돌을 사용하는 것을 금지한다. 맷돌은 곡분을 만드는 데 사용되었으며, 따라서 가난한 사람들 사이에서 필수품인 빵을 만드는 데 필요했을 것이다. 맷돌이 담보로 제공되었다면, 채무자는 굶주릴 위험에 처했을 것이다.

### 역사적 맥락
고대 근동의 대부분의 초기 종교 체계와 거기서 파생된 세속 법규는 고리대금을 금지하지 않았다. 이 사회들은 살아 있는 물질을 식물, 동물, 사람처럼 살아 있는 것으로 간주했으며, 스스로 번식할 수 있다고 여겼다. 따라서 "식량 돈"이나 어떤 종류의 화폐 토큰을 빌려주는 경우 이자를 부과하는 것이 합법적이었다. 올리브, 대추야자, 씨앗, 동물 형태의 식량 돈은 기원전 5000년경 또는 그 이전에 빌려주어졌고, 기록에 따르면 은은 10-25%, 곡물은 20-35%의 이자율이었다. 메소포타미아인, 히타이트인, 페니키아인, 이집트인 사이에서 이자는 합법적이었고 종종 국가에 의해 고정되었다. 수메르인 사이에서는 융자가 보통 연 20%의 이자와 함께 주어졌으며, 이 이자율은 현존하는 수메르 계약서에서 거의 항상 명시되어 있고, 기원 1세기 유대교에서도 여전히 잘 알려져 있었음이 분명하며, 바빌로니아 탈무드가 처음으로 언급하는 이자율이다.
수메르 법에는 대출자와 채무자가 사업 벤처에 파트너가 되기로 계약을 맺는 보다 상호 이익이 되는 약정이 있었다. 대출자는 벤처에 투자하기로 동의하고, 채무자는 벤처를 관리하기로 동의했다. 따라서 채권은 융자와 신탁의 특성을 모두 가지는데, 대출자의 벤처에 대한 금융 지분은 융자에 대한 수익이며, 채무자의 벤처에 대한 금융 지분은 사실상 임금이다. 함무라비 법전은 이러한 계약의 사용을 규제하려는 규정을 포함하고 있다.

## 고전 라비 문헌에서
미슈나는 성경에서 고리대금을 금지한 것을 회피하려는 시도를 신중하게 방지하며, 이 분야에서 성경적 규칙을 완화하려는 노력보다 도덕적 고리대금을 금지하는 것을 선호한다. 탈무드에 따르면, 채무자는 대출자만큼 유죄가 될 것인데, 이는 성경적 동사 중 하나인 타슈시크를 해석하여 사역형으로 보기 때문이다. 탈무드의 리프네 이베르 규정에 대한 비유적인 해석 때문에, 고리대금 계약의 어떤 증인뿐만 아니라 당사자들을 위해 계약을 쓰는 서기관까지도 대출자와 채무자 자신만큼 고리대금에 대해 책임이 있다고 본다.
미슈나는 밭과 같이 일부 매각 대금이 이미 지불된 것을 전부 보류하는 것은 허용되지 않는다고 명시한다. 왜냐하면 해당 물건을 소유함으로 인해 발생하는 어떤 수입도 미납 잔금에 대한 이자와 같을 것이기 때문이다. 그러나 미슈나는 특정 날짜까지 지불해야 하는 조건으로 판매되었고 그 날짜가 지났다면, 부분 지불만 받은 것에 대해 넘겨주는 것을 거부하는 것은 허용한다. 영국법에서는 이 예외를 이용하기 위해 모기지가 발명되었다.
증인이 특정 날짜까지 부채를 상환하기로 합의했다는 주장을 지지하지만, 거짓말임이 입증되고 올바른 상환 날짜가 다른 날짜인 경우, 미슈나에 따르면 거짓 증인은 두 날짜 사이의 물건 가치 차이로 인해 발생한 금액을 지불해야 한다.
미슈나는 투자로부터 이자와 배당금을 받는 것을 금지하며, 대신 사람들이 토지를 사서 거기서 소득을 얻어야 한다고 주장한다. 미슈나는 또한 융자를 장려하기 위한 선물도 이자의 한 형태로 보며, 미리 지불된 것으로 간주한다. 마찬가지로 융자에 대한 감사로 주어진 선물도 미슈나에 따르면 또 다른 형태의 이자이며, 선물을 제공할 때 융자가 상환되더라도 마찬가지이다. 심지어 돈 이외의 물건을 빌려주는 것도 금지하는데, 이는 융자를 상환할 때까지 빌려준 물건의 시장 가치가 상승할 수 있으며, 이는 사실상 이자에 해당한다고 보기 때문이다. 마찬가지로, 두 개인 간의 노동 교환도 한 개인의 노동이 다른 개인의 노동보다 더 힘들 경우 미슈나에 의해 금지되었다.
미슈나에 따르면, 만약 채무자가 대출자에게 이자를 지불했다면, 성경적 규정에 의해 명시적으로 금지된 이자의 형태인 경우에만 회수될 수 있고, 미슈나 자체에 의해 금지된 경우에는 회수될 수 없다. 그러나 미슈나는 심지어 성경적으로 금지된 형태의 이자도 법적으로 회수될 수 없다고 반대 견해를 표현한다. 후자의 견해에 대한 미슈나의 정당화는 성경 본문이 고리대금업자에게 신성한 복수를 촉구하며, 사망형에 처해 있는 사람에게는 민사 소송을 제기할 수 없다는 것이다. 사실상 이는 라비 법원이 고리대금 사건에서 판결을 내렸지만, 대출자의 몸에 대한 물리적 공격 이외의 다른 어떤 방법으로도 강제 집행을 거부했다는 것을 의미했다.

### 헤테르 이스카
미슈나는 공급업체가 상인에게 이익의 일부를 대가로 판매할 제품을 제공하는 계약을 금지한다. 이는 공급업체가 상인에게 제품을 사실상 빌려주는 것으로 간주하며, 상인이 절도, 감가상각 및 사고의 위험을 감수한다는 사실을 무시한다. 그러나 미슈나는 공급업체가 상인에게 제품을 판매하도록 고용하는 경우, 임금이 마른 무화과 한 개와 같은 명목상의 금액일지라도 고리대금으로 간주되지 않는다고 주장한다. 대출자와 채무자 간의 사업 거래에서 대출자가 이익을 얻도록 허용하는 이 메커니즘은 헤테르 이스카라고 공식화되었으며, 문자적으로 면제 계약을 의미하며, 초기 수메르의 대출자와 채무자 간의 사업 파트너십 계약과 정확히 같은 방식으로 작동했다. 모든 계약과 마찬가지로 분쟁이 발생할 수 있으며, 당사자들은 세속 법원에 의지하여 법원이 이자 또는 할라카적 원칙에 위배되는 다른 조건을 부과할 위험을 감수할 수 있다.

### 기타 회피
미슈나에서 확인된, 고리대금 금지법을 완전히 회피하는 여러 가지 방법도 있었다. 가장 간단한 방법 중 하나는 한 사람이 다른 사람에게 무언가를 빌려주고 그들에게 할인된 가격으로 되사는 것이었다. (구매는 물론 융자와는 독립적이다.) 미슈나 규정은 대출자가 빌려준 물건의 전체 가치를 반환하도록 요구하는 것을 막지 않으며, 따라서 대출자가 할인된 가격과 빌려준 물건의 실제 가치 차이에서 이익을 얻을 수 있도록 허용한다.
법의 또 다른 중요한 허점은 비-이스라엘인에게 융자에 대해 이자를 청구하는 성경적 허가였다. 왜냐하면 이것은 이스라엘인이 비-이스라엘인 제3자를 통해 융자를 함으로써 다른 이스라엘인에게 이자를 청구하는 것을 가능하게 했기 때문이다. 비-이스라엘인에게는 융자에 대해 이자를 청구할 수 있었고, 이 비-이스라엘인은 비슷한 이자율로 다른 이스라엘인에게 돈을 빌려줄 수 있었다.

## 중세 랍비 문학에서
마이모니데스의 관점에서, 이자와 유사하지만 허용되는 특정 조건들이 있었다. 예를 들어, 마이모니데스는 한 사람이 두 번째 사람에게 돈을 제공하면서 두 번째 사람이 제3자에게 특정 더 많은 금액을 주거나, 두 번째 사람이 제3자를 설득하여 첫 번째 사람에게 특정 더 많은 금액을 빌려주도록 요구하는 조건을 붙일 수 있다고 말한다. 비유대인이 관련될 때는 마이모니데스는 이자를 부과해야 한다고 주장한다. 실제로 마이모니데스는 비유대인에 대한 융자에 이자를 부과하는 것이 의무적이라고 주장하지만, 그는 또한 대금업자가 다른 유대인에게도 그것을 실행할 정도로 고리대금에 너무 열중하는 것을 피하기 위해 그러한 융자를 좁은 범위 내로 제한해야 한다고 제안한다.
마이모니데스의 저작 이후 출판되었고, 정통파 유대교의 대부분이 권위적이라고 여기는 16세기 문헌인 슐한 아루흐는 이자에 대해 다른 견해를 표명하며, 현재 (작성 당시) 비유대인에게 이자를 붙여 빌려주는 것이 허용된다고 말한다. 이 문헌은 또한 고아나 빈민 기금과 같은 자선 단체에 대한 추가적인 랍비적 제한의 면제를 기록하고 있다. 마찬가지로, 생명이 위험한 경우 이자 상환 조건을 포함한 금전 차용을 허용한다.
슐한 아루흐의 의견에 따르면, 집행 가능한 것은 채권 (금융)의 원금 부분뿐이다. 만약 이자를 별도로 포함하면 이자 부분은 집행할 수 없고, 이자와 원금을 하나의 금액으로 합치면 전체 채권이 집행할 수 없다. 마찬가지로, 슐한 아루흐는 후견인이 그의 피후견인에게 속한 것을 빌려주고 이자를 부과한 경우, 피후견인은 이자를 가질 수 있으며 그것을 반환할 의무가 없다고 주장한다. 슐한 아루흐는 심지어 법원이 이자를 반환할 의사가 생길 때까지 대금업자를 태형함으로써 이자를 환수하도록 강제할 수 있다고 말하는데, 이는 모욕으로 알려져 있으며, 따라서 대금업자가 이자가 반환되기 전에 사망한 경우 대금업자의 상속인은 돈을 가질 수 있었다.

## 같이 보기
- 613 미츠보트
- 게마흐
- 이슬람 금융
- 돈 바꾸는 사람
- 안식년
- 수쿠크

## 더 읽어보기
- “An Interest in Interest: One man's quest to stamp out usury in Israel”. 《Ami》. 65호. 2012년 4월 4일. 42–43쪽.
- Tenenbaum, Shelly (1993). 《A Credit to Their Community: Jewish Loan Societies in the United States 1880-1945》. American Jewish Civilization Series (영어). Detroit, Michigan: Wayne State University Press). ISBN 9780814322871. ISBN 0814322875.}
- Weissman Joselit, Jenna (1992). 《Lending Dignity: The First One Hundred Years of the Hebrew Free Loan Society of New York》 (영어). The Society. ASIN B0000D6LQ1.